# بروکوپوندو
بروکوپوندو (به لاتین: Brokopondo) یک شهر در سورینام است که در ناحیه بروکوپوندو واقع شده‌است.

## خصوصیات
بروکوپوندو ۲٬۸۵۴ نفر جمعیت دارد و ۷۲ متر بالاتر از سطح دریا واقع شده‌است.